# USS Laffey (DD-724)
O USS Laffey (DD-724) foi um Destroyer norte-americano que serviu durante a Segunda Guerra Mundial.

## Comandantes
| Comandante                    | Data                                         |
| ----------------------------- | -------------------------------------------- |
| Cdr. Frederick Julian Becton  | 8 de Fevereiro de 1944 - 26 de Junho de 1945 |
| Cdr. Odale Dabney Waters, Jr. | 26 de Junho de 1945 - 1946                   |